# Адольф Валлер
Адольф Валлер (нім. Adolf Waller) — німецький військовий медик, полковник медичної служби (нім. Oberstarzt) вермахту. Доктор  Медицини. Кавалер Німецького хреста в сріблі.

## Нагороди[1]
- Хрест Воєнних заслуг 2-го і 1-го класу з мечами
- Німецький хрест в сріблі (7 вересня 1943) — як полковник медичної служби і головний лікар 49-го армійського корпусу.